# Pearl Harbor (film)
Pearl Harbor is een oorlogsfilm uit 2001 geregisseerd door Michael Bay. De film verhaalt van de Japanse aanval op Pearl Harbor en de Doolittle Raid. Hoofdrolspelers zijn Ben Affleck, Josh Hartnett en Kate Beckinsale. De film kostte naar schatting 140 miljoen dollar om te maken en was daarmee toen een van de duurste films aller tijden.

## Verhaal
Twee vliegeniers van de US Army Air Force, Rafe McCawley en Danny Walker, kennen elkaar al sinds hun kinderjaren. Rafe heeft een relatie met de verpleegster Evelyn Johnson en krijgt de kans om in Groot-Brittannië met de Royal Air Force tegen de Duitsers te vechten. Hij neemt deze kans aan, maar wordt neergeschoten en er wordt Danny gemeld dat Rafe dood is.
Danny brengt Evelyn het slechte nieuws. Beiden worden spoedig overgeplaatst naar Pearl Harbor op Hawaï waar zij elkaar troosten over het verlies van hun vriend. Maar dan worden ze verliefd op elkaar. Kort voor de Japanse aanval, duikt Rafe opeens op. Er ontstaat een ruzie tussen de twee vrienden omwille van Evelyn, die hevig wordt onderbroken door de aanval op hun basis. Een bloedige slag volgt, waarbij meerdere schepen tot zinken worden gebracht en talloze soldaten omkomen.
Beide vrienden nemen deel aan de tegenaanval van de Verenigde Staten: de Doolittle Raid op de Japanse stad Tokio. Nadat de mannen tijdens de aanval door brandstofgebrek neergestort zijn en Danny dodelijk gewond raakt, vergeten ze hun conflict over Evelyn. Rafe vertelt dat Evelyn zwanger is van Danny, waarop Danny vraagt of Rafe samen met Evelyn voor zijn kind wil zorgen.

## Rolverdeling
| Acteur            | Personage                       |
| ----------------- | ------------------------------- |
| Ben Affleck       | Rafe McCawley                   |
| Josh Hartnett     | Danny Walker                    |
| Kate Beckinsale   | Evelyn Johnson                  |
| Cuba Gooding jr.  | Onderofficier Doris Miller      |
| Jon Voight        | President Franklin D. Roosevelt |
| Alec Baldwin      | Kolonel James Doolittle         |
| Tom Sizemore      | Sergeant Earl Sistern           |
| Greg Zola         | Luitenant Anthony Fusco         |
| Ewen Bremner      | Luitenant Red Winkle            |
| Michael Shannon   | Luitenant Gooz Wood             |
| Jennifer Garner   | verpleegster Sandra             |
| Jaime King        | verpleegster Betty              |
| Sara Rue          | verpleegster Martha             |
| Catherine Kellner | verpleegster Barbara            |
| Dan Aykroyd       | Kapitein Thurman                |
| Mako Iwamatsu     | Admiraal Yamamoto               |
| William Fichtner  | Danny's vader                   |
| Scott Wilson      | Generaal George C. Marshall     |
| Peter Firth       | Kapitein Mervyn Bennion         |
| Tony Curran       | Ian                             |

## Muziek
De soundtrack van de film werd gecomponeerd door Hans Zimmer.
1. There You'll Be - Faith Hill (3:43)
2. Tennessee (3:39)
3. Brothers (4:04)
4. ... And Then I Kissed Him (5:36)
5. I Will Come Back (2:54)
6. Attack (8:56)
7. December 7th (5:07)
8. War (5:15)
9. Heart Of A Volunteer (7:04)